# Erika Paulasová
Erika Paulasová (10. ledna 1875 Curych – po 1944) byla rakousko-uherská architektka, stavitelka a feministka maďarského původu; první vystudovaná architektka a stavitelka na univerzitě v Budapešti, kde se usadila a pracovně zde působila. Stala se po promoci roku 1900 první ženou v Uhersku, a jednou z prvních v Rakousku-Uhersku, která dosáhla vysokoškolského vzdělání v oboru.

## Život

### Mládí
Narodila se v Curychu ve Švýcarsku do rodiny stavitele specializujícího se na budování vodních staveb, který byl zřejmě rakousko-uherským občanem z Bystřice v Sedmihradsku (pozdější Rumunsko) a pracovně zde působil. Absolvovala základní a střední vzdělání, rovněž se zaučovala otce a nabyla profesních stavitelských znalostí. Ve svých sedmnácti letech navrhla svou první stavbu. Roku 1892 začala pracovat jako kreslička v městské stavební kanceláři v Bystřici. Roku 1895 složila stavitelské zkoušky.
Poté nastoupila ke studiu architektury a stavitelství na univerzitě v Budapešti. Až do roku 1900 docházely dívky na přednášky na hospitační studium (bez statutu řádné posluchačky); v roce 1900 bylo novým zákonem dívkám umožněno skládat zkoušky za celou dosavadní dobu studia, řádné studium mohly ženy nastoupit až po zániku Rakouska-Uherska roku 1918. Paulasová studium úspěšně zakončila v září roku 1900 a získala titul Ing. arch., jako první žena v Uhersku.

### Podnikání
Následně začala působit jako samostatná architektka a stavitelka v Budapešti. Působila i na jiných místech monarchie: roku 1901 získala zakázku na stavbu administrativního sídla lesnické správy v Bystřici. Téhož roku byla uváděna jako autorka 12 staveb. Dále pak mj. přijala nabídku zpracování projektu městské nemocnice v sedmihradském Mediași.